# わだつみ像
わだつみ像（わだつみぞう）は、戦没学生の悲痛な戦争体験を後の世に伝えようと彫刻家の本郷新によって制作された彫像。わだつみの像と呼ばれることもある。1953年12月8日、設置。

## 概要
現在は、立命館大学国際平和ミュージアムに置かれている。立命館大学では太平洋戦争の開戦日になる12月8日に、わだつみ像の前に集って『不戦のつどい』と呼ばれる集会を行う。

## 建立までの経緯
全国の戦没学生が遺した手記を集めて編集した『きけ わだつみのこえ』が刊行された。「わだつみ」は「わた（海）のかみ」と同義で「海をつかさどる神」を意味する。同書は社会の大きな反響を呼び、たちまちにして版を重ねた。刊行をきっかけに結成された日本戦没学生記念会（わだつみ会）は、刊行収入を基金として、本郷新に依頼しこの戦没学生記念像を制作した。
初めわだつみ会は事務局のおかれていた東京大学に寄附を申し出ていたが、1950年12月4日、大学評議会が設置を拒否したためここでの建立は実現せず、完成した像は宙に浮いた形になっていた。これを惜しんだ当時の末川博立命館大学総長は1953年に同大学での受け入れを決定し、広小路キャンパス（現・京都府立医科大学および長浜バイオ大学京都キャンパス内）に建立することとなった。この際、立命大でのわだつみ像歓迎集会に合流しようとしていた京都大学の学生デモ隊が荒神橋上で機動隊と衝突し、多数が鴨川に転落・負傷した（荒神橋事件）。

### 末川博立命館大学名誉総長揮毫の碑文

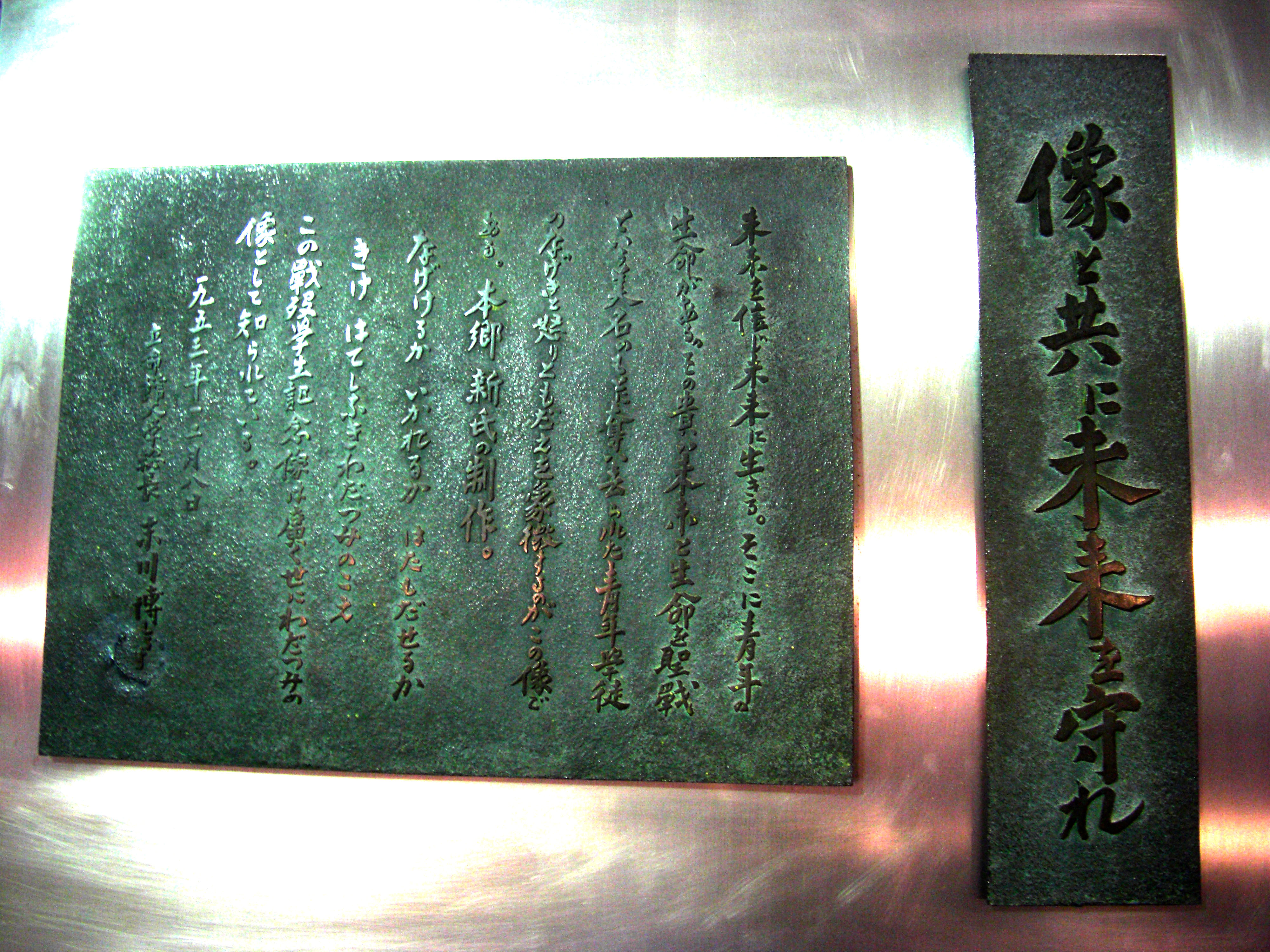
碑文

未来を信じ未来に生きる。そこに青年の生命がある。その貴い未来と生命を聖戦という美名のもとに奪い去られた青年學徒のなげきと怒りともだえを象徴するのがこの像である。本郷新の制作。
　なげけるか　いかれるか　はたもだせるか　きけ　はてしなきわだつみのこえ
この戦歿学生記念像は廣く世にわだつみの像として知られている。
　一九五三年一二月八日　立命館大学総長　末川博記す

## 「わだつみ像」破壊事件とその後
- 1969年 - 立命館大学全共闘によって、像が破壊されるという『わだつみ像破壊事件』が発生した。
- 1976年 - わだつみ像は再建立され、広小路キャンパスの図書館に、同キャンパス廃止後衣笠キャンパスの図書館で展示された。
- 1992年 - 立命館大学国際平和ミュージアムの開館に伴い展示場を移動され、現在に至っている。